# Daniël Noels
Daniël Noels (10 april 2000) is een Nederlands voetballer die als verdediger voor FC Den Bosch speelt.

## Carrière
Daniël Noels speelde in de jeugd van VV Wieldrecht, Brabant United (de gezamenlijke jeugdopleiding van RKC Waalwijk en FC Den Bosch) en FC Den Bosch. Sinds 2019 speelt hij voor Jong FC Den Bosch. Hij debuteerde in het eerste elftal van Den Bosch op 15 november 2020, in de met 3-0 verloren uitwedstrijd tegen Go Ahead Eagles. Het geen succesvol debuut: Noels was met een eigen doelpunt verantwoordelijk voor de 2-0 en werd in de 77e minuut met rood uit het veld gestuurd omdat hij zijn tweede gele kaart kreeg.

### Statistieken
| Seizoen                        | Club           | Land           | Competitie     | Competitie | Competitie | Beker | Beker | Totaal | Totaal |
| Seizoen                        | Club           | Land           | Competitie     | Wed.       | Dlp.       | Wed.  | Dlp.  | Wed.   | Dlp.   |
| ------------------------------ | -------------- | -------------- | -------------- | ---------- | ---------- | ----- | ----- | ------ | ------ |
| 2020/21                        | FC Den Bosch   | Nederland      | Eerste divisie | 1          | 0          | 0     | 0     | 1      | 0      |
| Carrièretotaal                 | Carrièretotaal | Carrièretotaal | Carrièretotaal | 1          | 0          | 0     | 0     | 1      | 0      |
| Bijgewerkt op 27 december 2020 |                |                |                |            |            |       |       |        |        |